# Municipio de Willow Creek (Dakota del Norte)
El municipio de Willow Creek (en inglés: Willow Creek Township) es un municipio ubicado en el condado de McHenry en el estado estadounidense de Dakota del Norte. En el año 2010 tenía una población de 39 habitantes y una densidad poblacional de 0,41 personas por km².

## Geografía
El municipio de Willow Creek se encuentra ubicado en las coordenadas 48°35′44″N 100°27′41″O / 48.59556, -100.46139. Según la Oficina del Censo de los Estados Unidos, el municipio tiene una superficie total de 94.15 km², de la cual 93,85 km² corresponden a tierra firme y (0,31 %) 0,29 km² es agua.

## Demografía
Según el censo de 2010, había 39 personas residiendo en el municipio de Willow Creek. La densidad de población era de 0,41 hab./km². De los 39 habitantes, el municipio de Willow Creek estaba compuesto por el 100 % blancos. Del total de la población el 0 % eran hispanos o latinos de cualquier raza.